# 乌云飞
乌云飞（?—?），蒙古族。卓索图盟喀喇沁左旗人。蒙古军将领。

## 生平
乌云飞早年毕业于黄埔军校。后来他入德穆楚克栋鲁普开办的乌滂守备队干部训练班。1937年9月，蒙古军配合日军进攻绥远，蒙古军第六师师长宝音乌勒吉请假，乌云飞遂接任该师师长。日军占领归绥后，成立了蒙古军军官学校，首任校长为脑门达赖。不久，乌云飞和脑门达赖互调职务，乌云飞出任军校校长。1943年，蒙古军第八师在武川被八路军和傅作义所部第八战区骑兵挺进第五纵队（邱明星任少将副司令）击溃，师长扎青扎布阵亡。第八师遂和包海明任师长的第九师合并，乌力吉敖喜尔任第九师师长，包海明继乌云飞任军官学校校长，乌云飞则离开军队任蒙疆联合自治政府参议府参议。此后其生平不详。